# Bronislas de Lasocki
Bronislas Jules Edmond de Lasocki (Warschau, 18 augustus 1828 - Wenen, 21 september 1912) was een Belgisch-Pools edelman van Russische oorsprong.

## Geschiedenis
- In 1450 verleende paus Nicolaas V aan Michel Lasocki de titel graaf, overdraagbaar op alle afstammelingen.
- In 1724 bevestigde August II van Polen de grafelijke titel ten gunste van Joseph Lasocki.
- In 1870 hernieuwde paus Pius IX de titel pauselijk graaf ten gunste van Daniel-Titus Lasocki, kolonel in het Poolse leger, generaal in het Franse leger onder Napoleon I, getrouwd met Monika de Nieznanska.

## Bronislas De Lasocki
Bronislas Jules, zoon van Daniel-Titus (hierboven), droeg de Russische nationaliteit en werd in 1878 tot Belg genaturaliseerd. In 1885 werd hij ingelijfd in de Belgische adel, met de titel graaf, overdraagbaar op alle afstammelingen.
Hij trouwde in Warschau in 1850 met Felicia de Wolowska (1832-1906). Het echtpaar kreeg tien kinderen, die allen de Poolse nationaliteit verkozen. Ze woonden en overleden meestal in Krakau. Sommigen lieten hun Belgische titel in Polen erkennen.
De oudste zoon was Czeslaus Lasocki (1852-1891), lid van het parlement van Galicië. Hij trouwde met Idalie von Soltan (1858-1931). Hun zoon, Bronislas Lasocki von Lasocino (1882-1941), trouwde in Wilno in 1923 met Adelaïde von Leska (1888-1941). Allebei stierven in een concentratiekamp in de Oeral. Hun zoon Daniel-Adam (1926-1941) stierf eveneens in een concentratiekamp in de Oeral.
Een broer van Czeslaus was Joseph Adam de Lasocki (1861-1931), generaal in het Poolse en daarna in het Oostenrijkse leger. Hij trouwde Wenen in 1896 met barones Marie von Romaszka (°1869). Hun zoon Stephan (°1897), officier in het Poolse leger, werd vermoord door de Duitsers.
De beide familietakken zijn uitgedoofd.